# Roger Kay
Roger Kay est un réalisateur français né le 9 décembre 1921 au Caire et mort le 3 mars 2001 dans le 18e arrondissement de Paris.

## Biographie
À l'âge de 12 ans, il vient habiter à Paris. Une rencontre avec Louis Jouvet lui donne le goût du théâtre. En 1941, il part s'installer aux États-Unis où il se lance dans la mise en scène. Il revient à Paris en 1977.

## Filmographie
Cinéma
- 1962 : Le Cabinet du docteur Caligari (The Cabinet of Caligari) de Roger Kay
- 1981 : La Puce et le Privé

Télévision
- 1956 : The Ford Television Theatre (2 épisodes)
- 1956 : Warner Brothers Presents (1 épisode)
- 1956 : Conflict (1 épisode)
- 1958 : Harbor Command (1 épisode)
- 1958 : Panic (1 épisode)
- 1959-1960 : Les Incorruptibles (3 épisodes)
- 1960 : Route 66 (2 épisodes)
- 1960 : Naked City (1 épisode)